# Плита Фенікс

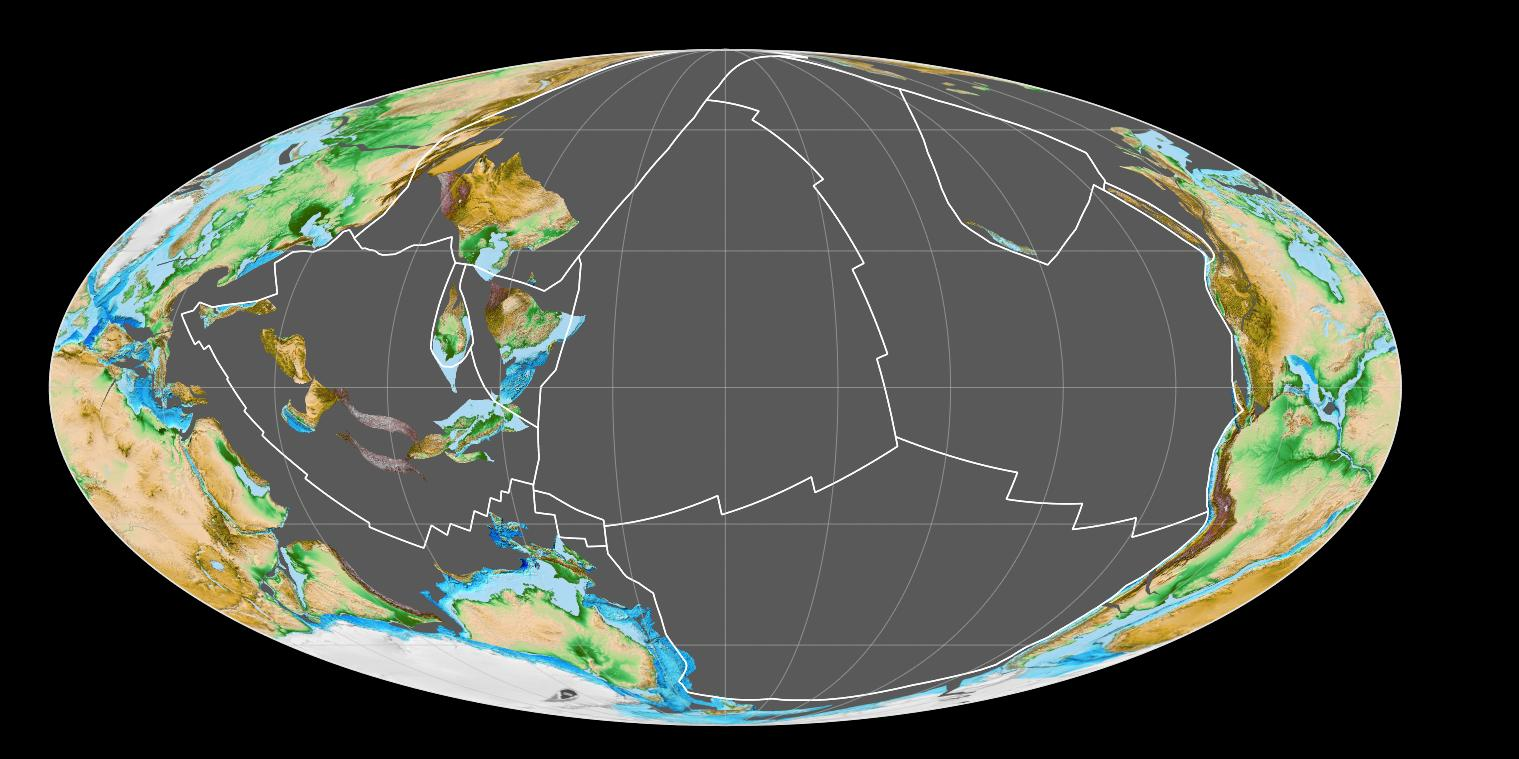
Океан Панталасса 250 мільйонів років тому, показуючи плиту Фенікс на півдні, плиту Фараллон на північному сході та плиту Ізанагі на північному заході.

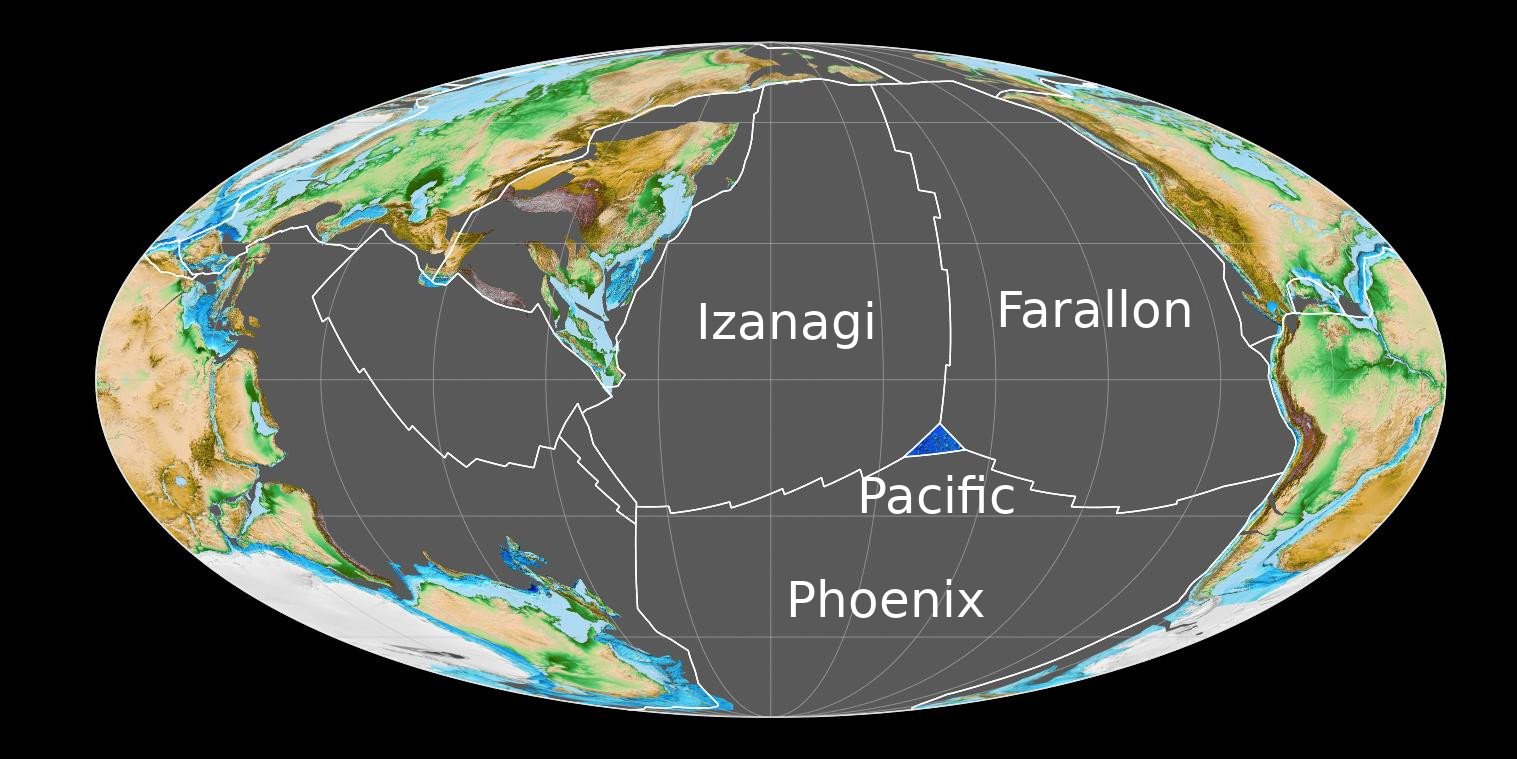
Тектонічні плити Тихого океану в ранньому юрському періоді (180 млн. років)

Плита Фенікс, плита Алук (Aluk) — давня літосферна плита, що існувала з раннього палеозою до пізнього кайнозою. 
Мало трійник з плитами Ідзанагі та Фараллон в океані Панталасса ще 410 мільйонів років тому, протягом цього часу плита Фенікс зазнавала субдукцію під східну Гондвану. 

На межі пізньої юри – ранньої крейди 150–130 мільйонів років тому виникла Тихоокеанська плита з трійника Ідзанагі-Фараллон-Фенікс, що призвело до створення трійників Ідзанагі-Тихоокеанська плита-Фенікс і Фараллон-Тихоокеанська плита-Фенікс. 

Субдукція припинилася на схід від Австралії приблизно 120 мільйонів років тому, за цей час утворилася границя трансформації/транспресії. 

Ця межа трансформації/транспресії з плитою Фенікс була активна приблизно до 80 мільйонів років тому, коли плита продовжувала опускатися на південь в результаті субдукції пізньої крейди під Антарктичний півострів. 

Під час пізньої крейди або раннього кайнозою південно-західна частина плити Фенікс зазнала фрагментацію на плиту Шарко, приблизно так само, як плити Рівера та Кокос утворилися в результаті фрагментації плити Фараллон. 

Хребет Антарктида-Фенікс, серединно-океанічний хребет між плитами Антарктична та Фенікс, виник після пізньої крейди та раннього кайнозою, коли плита Фенікса мала дивергентну границю між плитами Беллінсгаузена та Тихоокеанською у південно-західній частині Тихого океану. 
 
Значне зниження швидкості спредінгу хребта Антарктида-Фенікс і швидкості конвергенції плити Фенікс з Антарктичною плитою відбулося приблизно 52,3 мільйона років тому, після чого відбулася субдукція сегмента хребта Антарктида-Фенікс в 50 — 43 млн років тому. 

Хоча активна субдукція відбувалася понад 100 мільйонів років, вона припинилася або різко сповільнилася приблизно 3,3 мільйона років тому, коли спрединг морського дна на хребті Антарктида-Фенікс припинився, залишивши невеликий залишок колишньої плити Фенікс, у складі Антарктичної плити. 
Цей залишок лежить в основі південно-західної протоки Дрейка й оточений зоною розлому Шеклтона на північному сході, зоною розлому Героя на південному заході, Південношетландським жолобом на південному сході та згаслим хребтом Антарктида-Фенікс на північному заході. 